# Shin Joon-sup
Shin Joon-sup est un boxeur sud-coréen né le 17 juin 1963 à Namwon.

## Carrière
Il devient champion olympique aux Jeux de Los Angeles en 1984 dans la catégorie poids moyens en battant en finale l'américain Virgil Hill.

## Parcours auxJeux olympiques
Jeux olympiques d'été de 1984 à Los Angeles (poids moyens) :
- Bat Patrick Lihanda (Ouganda) aux points 5 à 0
- Bat Rick Duff (Canada) aux points 4 à 1
- Bat Jeremiah Okorodudu (Nigeria) aux points 4 à 1
- Bat Aristides Gonzales (Porto Rico) aux points 4 à 1
- Bat Virgil Hill (États-Unis) aux points 3 à 2

## Référence
1. ↑  (en) Résultats des Jeux olympiques 1984 (amateur-boxing.strefa.pl).